# 1998年鐵路
此條目列出1998年發生有關鐵路運輸的事件。

## 事件

### 1月
- 1月28日：索菲亞地鐵1號線通車。

### 3月
- 3月26日：西武鐵道西武有樂町線複線化。

### 4月
- 4月1日：北九州高速鐵道小倉線延長，黑石線停運。
- 4月27日：馬德里地鐵4號線通車。
- 4月29日：聖保羅地鐵1號線延長。

### 5月
- 5月2日：大邱都市鐵道1號線延長至安心站。

### 6月
- 6月3日：發生艾雪德列車出軌事故。
- 6月11日：金温铁路老线（现金温货线）通車。
- 6月22日：香港地鐵（現為港鐵）東涌綫通車。
- 6月23日：雙軌距铁路的班加班杜大橋（英语：Bangabandhu Bridge）通車，將孟加拉鐵路（英语：Bangladesh Railway）原不能連接的東西兩個铁路網连接起来[1]。
- 6月24日：馬德里地鐵8號線通車。

### 7月
- 7月6日：赤鱲角機場啟用，香港地鐵（現為港鐵）機場快綫通車。
- 7月11日：實達線部分通車。

### 8月
- 8月1日：布特拉線全線通車。
- 8月1日：兀蘭火車關卡邊境檢查站啟用，但不提供客運上下車。
- 8月8日：京广铁路北京至郑州段完成电气化。
- 8月28日：廣島短距離交通瀨野線開業。

### 9月
- 9月1日：廣島電鐵JA廣島醫院前站啟用。
- 9月1日：格拉那再也線第一階段通車。
- 9月12日：波特蘭輕軌西側線（英语：MAX Blue Line）通車[2]。
- 9月24日：台鐵臺中線改線，新泰安車站啟用。

### 10月
- 10月1日：千葉急行鐵道（日语：千葉急行鉄道）將千葉急行線交由京成電鐵營運，大阪高速鐵道加設國際文化公園都市單軌電車線。
- 10月8日：加勒穆恩線（英语：Gardermoen Line）通車。
- 10月15日：巴黎地鐵14號線通車，來往瑪德蓮站至弗朗索瓦·密特朗圖書館站，成為巴黎第一條自動化地鐵路線。

### 11月
- 11月16日：馬德里地鐵11號線通車。
- 11月18日：京濱急行電鐵機場線延長至羽田機場站。
- 11月27日：多摩都市單軌電車多摩都市單軌電車線通車，來往上北台站至立川北站。

### 12月
- 12月1日：南疆鐵路由庫爾勒延長至阿克蘇[3]。
- 12月12日：實達線（現為安邦線）全線通車。
- 12月24日：台北捷運淡水線延長至中正紀念堂站、新店線中正紀念堂站至古亭站以及中和線古亭站至南勢角站啟用。連同已經通車的淡水線直通運行。
- 12月30日：橫南鐵路通車。